# 新界區專線小巴59A線
新界專綫小巴路線59A線，由馬亞木旗下大強發展有限公司營辦，來往上水站及上水鄉，為59K線的分支路線。

## 歷史
59A線為上水鄉一帶村落的居民提供來往上水的服務，以循環線的方式運作，是來往上水及蓮麻坑的新界區專線小巴59K線的短途輔助路線。 
2023年2月6日，59A線當天早上正式投入服務。

## 服務時間及班次
- 每日上水站開：07:00-20:00
  - （星期一至六開：20-30分鐘一班
星期日及公眾假期開：30-60分鐘一班）

## 行車路線
- 上水站開  途經：新運路、新豐路、寶運路、寶石湖路、馬會道、寶運路、村路、寶運路、上水東慶路、圍內村停車場、上水東慶路、寶運路、新豐路、龍琛路、龍運街及新運路。

## 車費
- 全程：$5.3